# 第四次安倍內閣 (第一次改組)
第四次安倍第一次改組內閣（日语：／ Daiyoji Abe Daiichiji Kaizō Naikaku */?）是日本眾議院議員、自由民主黨總裁安倍晉三就任第98任內閣總理大臣（首相）後，自2018年10月2日至2019年9月11日組成的內閣。

## 概要
2018年9月20日，安倍晋三在执政党自民党总裁选举中击败对手石破茂，成功连任。此前安倍曾表示，若连任成功，将于当年10月上旬改组内阁及进行党内人事调整。
本次内阁人员变动较大。新内阁19名阁僚中，副首相兼财务大臣麻生太郎、外务大臣河野太郎等6人留任，首次入阁的有12人，过去曾入阁者1人。本届内阁中，最年长成员为副首相兼财务大臣麻生太郎（就任时78岁），最年轻者为文部科学大臣柴山昌彦（就任时52岁）。除地方创生担当大臣片山皋月外，其余内阁成员均为男性。派阀方面，自民党无派阀、麻生派和细田派各4人，并列第一；岸田派次之，为3人；竹下派2人；二阶派和石破派各1人；公明党方面1人入阁（以上均为组阁时数据）。
| 职务                                                                                                   | 姓名 | 姓名     | 所属                         | 特命事项等                                                               | 备注                                                                      |
| --- | ---- | -------- | ---------------------------- | ------------------------------------------------------------------------ | ------------------------------------------------------------------------- |
| 内阁总理大臣                                                                                           |      | 安倍晋三 | 眾議院 自由民主黨 （细田派） |                                                                          | 自由民主黨總裁                                                            |
| 財務大臣 內閣府特命擔當大臣 （金融擔當）                                                               |      | 麻生太郎 | 眾議院 自由民主黨 （麻生派） | 摆脱通货紧缩担当 內閣總理大臣臨時代理 就任顺位第1位（副总理）            | 留任                                                                      |
| 總務大臣 內閣府特命擔當大臣 （个人番号制度担当）                                                       |      | 石田真敏 | 眾議院 自由民主党 （無派閥） |                                                                          |                                                                           |
| 法务大臣                                                                                               |      | 山下貴司 | 眾議院 自由民主党 （石破派） |                                                                          |                                                                           |
| 外务大臣                                                                                               |      | 河野太郎 | 眾議院 自由民主黨 （麻生派） |                                                                          | 留任                                                                      |
| 文部科学大臣                                                                                           |      | 柴山昌彦 | 參議院 自由民主黨 （細田派） | 教育再生担当                                                             |                                                                           |
| 厚生劳动大臣 内阁府特命担当大臣 （劳动方式改革担当）                                                   |      | 根本匠   | 眾議院 自由民主黨 （岸田派） | 工作方式改革担当                                                         | 2012年-2014年担任复兴大臣                                                 |
| 农林水产大臣                                                                                           |      | 吉川貴盛 | 眾議院 自由民主黨 （二阶派） |                                                                          |                                                                           |
| 经济产业大臣 内阁府特命担当大臣 （原子能损害赔偿、 废炉等支援机构担当）                                |      | 世耕弘成 | 参议院 自由民主党 （细田派） | 产业竞争力担当 俄罗斯经济领域协力担当                                    | 留任                                                                      |
| 国土交通大臣                                                                                           |      | 石井启一 | 众议院 公明党                | 水循环政策担当                                                           | 留任                                                                      |
| 环境大臣 内阁府特命担当大臣 （原子能防灾担当）                                                         |      | 原田義昭 | 参议院 自由民主党 （麻生派） |                                                                          |                                                                           |
| 防卫大臣                                                                                               |      | 岩屋毅   | 眾議院 自由民主黨 （麻生派） |                                                                          |                                                                           |
| 内阁官房长官                                                                                           |      | 菅义伟   | 眾議院 自由民主党 （無派閥） | 冲绳基地负担减轻担当 绑架问题担当 內閣總理大臣臨時代理 就任顺位第2位     | 留任                                                                      |
| 复兴大臣                                                                                               |      | 渡边博道 | 众议院 自由民主党 （竹下派） | 福岛核电事故再生总括担当                                                 |                                                                           |
| 国家公安委员会委员长 内阁府特命担当大臣 （防灾担当）                                                   |      | 山本順三 | 眾議院 自由民主党 （细田派） | 国土强韧化担当                                                           |                                                                           |
| 内阁府特命担当大臣 （冲绳及北方对策担当） （消费者及食品安全担当） （少子化对策担当） （海洋政策担当） |      | 宫腰光宽 | 眾議院 自由民主党 （岸田派） | 一亿总活跃担当 行政改革担当 国家公务员制度担当 领土问题担当              |                                                                           |
| 内阁府特命担当大臣 （酷日本战略担当） （知识产权战略担当） （科学技术政策担当） （宇宙政策担当）       |      | 平井卓也 | 参議院 自由民主党 （岸田派） | 信息技术（IT）政策担当                                                   |                                                                           |
| 内阁府特命担当大臣 （经济财政政策担当）                                                                |      | 茂木敏充 | 眾議院 自由民主黨 （竹下派） | 经济再生担当 全世代型社会保障改革担当 內閣總理大臣臨時代理 就任顺位第2位 | 留任                                                                      |
| 内閣府特命担当大臣 （地方创生担当） （規制改革担当） （男女共同参与担当）                              |      | 片山皋月 | 参议院 自由民主党 （二阶派） | 女性活跃担当 城市・人・工作创生担当                                      |                                                                           |
| 国务大臣                                                                                               |      | 樱田义孝 | 衆議院 自由民主党 （二阶派） | 东京奥运会及担当                                                         | 2019年4月11日辞职                                                         |
| 国务大臣                                                                                               |      | 鈴木俊一 | 众议院 自由民主党 （麻生派） | 东京奥运会及担当 内閣總理大臣臨時代理 就任順位第4位                      | 2019年4月11日就任 曾在2017年-2018年担任相同职务 2002年-2003年担任环境大臣 |

## 内阁官房副长官、内阁法制局长官
以下均为上届内阁留任。
| 职务           | 姓名       | 所属及其他                   |
| -------------- | ---------- | ---------------------------- |
| 内閣官房副長官 | 西村康稔   | 衆議院／自由民主党（細田派） |
| 内閣官房副長官 | 野上浩太郎 | 参議院／自由民主党（細田派） |
| 内閣官房副長官 | 杉田和博   | 原内閣危機管理監             |
| 内閣法制局長官 | 横畠裕介   | 前内閣法制次長               |